# Cikó
Cikó est un village et une commune du comitat de Tolna en Hongrie.

## Jumelage
- Dautphetal (Allemagne)